# Card Walker
Esmond Cardon Walker (Rexburg, 9 de enero de 1916-La Cañada Flintridge, 28 de noviembre de 2005), comúnmente conocido como E. Cardon Walker o Card Walker, fue un empresario estadounidense que desempeñó cargos de alto rango en The Walt Disney Company durante las décadas de 1960, 1970 y 1980. 

## Primeros años
Walker nació en Rexburg, Idaho, y se mudó a Los Ángeles en 1934, donde asistió a la UCLA. Poco después de graduarse, empezó su carrera laboral en Disney como empleado de la sala de correo hacia 1938.Al poco tiempo, ascendió y hacia el departamento de cámaras, y posteriormente se convirtió en el gerente de unidad de sujetos cortos.
En 1941, Walker se vio obligado a suspender su carrera en Disney para servir en la Armada de los Estados Unidos durante la Segunda Guerra Mundial. Fue oficial de control de vuelo a bordo del portaaviones USS Bunker Hill (CV-17) en el Teatro del Pacífico de 1943 a 1945, sobreviviendo a ocho batallas importantes. Después de la guerra, regresó a los estudios Disney. En 1956, se convirtió en vicepresidente de publicidad y ventas, antes de ser elegido miembro de la junta directiva en 1960.

## Carrera con Disney
Dos años después de la muerte de Walt Disney en 1966, Walker se convirtió en vicepresidente ejecutivo y director de operaciones (COO). Cuando fallece el hermano de Walt, Roy O. Disney, en 1971, Walker se convirtió en el presidente de la empresa, bajo la dirección del presidente y director ejecutivo (CEO) Donn Tatum. En noviembre de 1976, Walker asumió las funciones de director ejecutivo de Tatum, manteniendo al mismo tiempo las responsabilidades de presidente. En 1977, Walker recibió un doctorado honorario del Instituto de Tecnología de Florida. Finalmente, en 1980 Walker se convirtió en presidente de la junta directiva de Disney tras el retiro de Tatum. El propio Walker se retiró como director ejecutivo tres años después, en febrero de 1983, pero permaneció como presidente hasta el 1 de mayo para supervisar la apertura de Tokyo Disneyland en Japón.
Como alto ejecutivo de Disney, Walker jugó un papel importante en el desarrollo inicial de Walt Disney World en Florida. También buscó expandir la presencia de Disney a nivel internacional. Bajo el liderazgo de Walker, se inauguraron Epcot y Tokyo Disneyland, quien presidió las inauguraciones de ambos parques. Walker también fundó Disney Channel en 1982.
Walker continuó sirviendo como consultor de la empresa hasta 1990 y fue miembro de la junta directiva hasta el año 2000, habiendo trabajado 40 años continuos en la junta de Disney. Sus contribuciones culminaron con su incorporación a Disney Legends en 1993.

## Fallecimiento
Walker murió a los 89 años en La Cañada Flintridge, California.